# Фрідріх Концилія
Фрідріх Концилія (нім. Friedrich Koncilia, нар. 25 лютого 1948, Клагенфурт-ам-Вертерзе) — австрійський футболіст, що грав на позиції воротаря, та футбольний тренер.

## Клубна кар'єра
Концилія розпочав свою футбольну кар'єру у місцевому клубі «Аустрія Клагенфурт». У сезоні 1965/66 він дебютував у австрійській Бундеслізі. На момент його дебюту йому було 17 років. Чотири сезони він був головним воротарем команди, а в 1969 році перейшов у «Ваттенс». Там, у свою чергу, він грав протягом двох років.
У 1971 році Концилія став гравцем «Ваккера». Уже в 1972 році досяг першого успіху з новою командою, коли вона виграла чемпіонат Австрії. У 1973 році зробив з «Вакером» золотий дубль — чемпіонат і Кубок Австрії. Згодом, будучи гравцем цього клубу, він ще двічі ставав чемпіоном країни (1975, 1977), двічі вигравав Кубок Мітропи (1975, 1976) і тричі переможцем кубка (1975, 1978, 1979).
Влітку 1979 року Концилія перейшов в бельгійський «Андерлехт», де програв конкуренцію Жакі Мунарону і через шість місяців повернувся на батьківщину, ставши гравцем «Аустрії» (Відень). У 1981, 1984 і 1985 роках він виграв національний чемпіонат, а в 1982 — Кубок Австрії. У 1985 році закінчив свою футбольну кар'єру у віці 37 років.

## Виступи за збірну
Дебютував 27 вересня 1970 року в офіційних матчах у складі національної збірної Австрії в товариській зустрічі з Угорщиною (1:1). 
У 1978 році його взяв тренер Гельмут Сенекович на чемпіонат світу 1978 року в Аргентині. На турнірі він зіграв у всіх 6 матчах. Через чотири роки, в 1982 році, він також був основним воротарем Австрії на чемпіонаті світу в Іспанії. Там він зіграв у 5 матчах. Загалом з 1970 по 1985 рік він зіграв у збірній 84 матчі, увійшовши разом з Бруно Пеццаєм в п'ятірку гравців, що зіграли найбільше матчів за збірну Австрії.

## Тренерська кар'єра
Завершивши ігрову кар'єру, став тренером і у 1990–1991 роках працював з молодіжною збірною Австрії. Після цього працював тренером воротарів у клубах «Аустрія» (Відень) та «Гамба Осака», а у 1997–1998 роках очолював цей японський клуб. 
1999 року нетривалий час був виконувачем обов'язків головного тренера «Аустрії» (Відень), а згодом очолював нижчоліговий австрійський клуб «Бад-Ішль».

## Досягнення
- Чемпіон Австрії (8): 1972, 1973, 1975, 1977, 1980, 1981, 1984, 1985
- Володар Кубка Австрії (6): 1973, 1975, 1978, 1980, 1982, 1984
- Володар Кубка Мітропи (2): 1975, 1976

## Статистика
| Збірна Австрії | Збірна Австрії | Збірна Австрії |
| Роки           | Ігри           | голи           |
| -------------- | -------------- | -------------- |
| 1970           | 3              | 0              |
| 1971           | 0              | 0              |
| 1972           | 1              | 0              |
| 1973           | 5              | 0              |
| 1974           | 1              | 0              |
| 1975           | 7              | 0              |
| 1976           | 8              | 0              |
| 1977           | 8              | 0              |
| 1978           | 11             | 0              |
| 1979           | 8              | 0              |
| 1980           | 4              | 0              |
| 1981           | 3              | 0              |
| 1982           | 9              | 0              |
| 1983           | 6              | 0              |
| 1984           | 7              | 0              |
| 1985           | 4              | 0              |
| Усього         | 85             | 0              |